# Levey
Levey az Amerikai Egyesült Államok északnyugati részén, Washington állam Franklin megyéjében elhelyezkedő kísértetváros.
A település névadója C. M. Levey vasúti hivatalnok.

## Fordítás
- Ez a szócikk részben vagy egészben  a   Levey, Washington című angol Wikipédia-szócikk ezen változatának fordításán alapul.  Az eredeti cikk szerkesztőit annak laptörténete sorolja fel. Ez a jelzés csupán a megfogalmazás eredetét és a szerzői jogokat jelzi, nem szolgál a cikkben szereplő információk forrásmegjelöléseként.